# 位置细胞

位置细胞和网格细胞协作帮助动物确定空间位置

位置细胞（英文：Place cell）一种呈三角形状的神经元，位于大脑的海马体中。当动物进入环境中的一个区域时，位置细胞会变得活跃。一般认为，位置细胞群可形成对空间某个区域的认知地图，并与海马体的其它神经元以及内嗅皮层中的网格细胞一起，进行空间信息处理。位置细胞存在于许多生物体的大脑中，包括人、猴、蝙蝠以及啮齿类动物。
位置细胞所产生的的图像由环境中的刺激物所决定，包括视觉、嗅觉和平衡觉的刺激。与此同时，一处或多处位置细胞的图像可发上瞬间改变，被称为“重绘（remapping）”。这可由环境因素改变而导致，譬如气味变化。
位置细胞在情节记忆中扮演重要角色，包含了一段记忆中的场景信息。脑部进行场景重现时，位置细胞会发生整合。临床上，位置细胞可因年龄增长和疾病而发生改变，譬如阿兹海默病（老年痴呆症），可能与记忆功能衰退。
2014年诺贝尔生理学或医学奖授予了位置细胞的发现者约翰·奥基夫，以及网格细胞的发现者爱德华·莫泽、迈-布里特·莫泽。

## 图像

大脑中的海马体所在地（红色标记处）
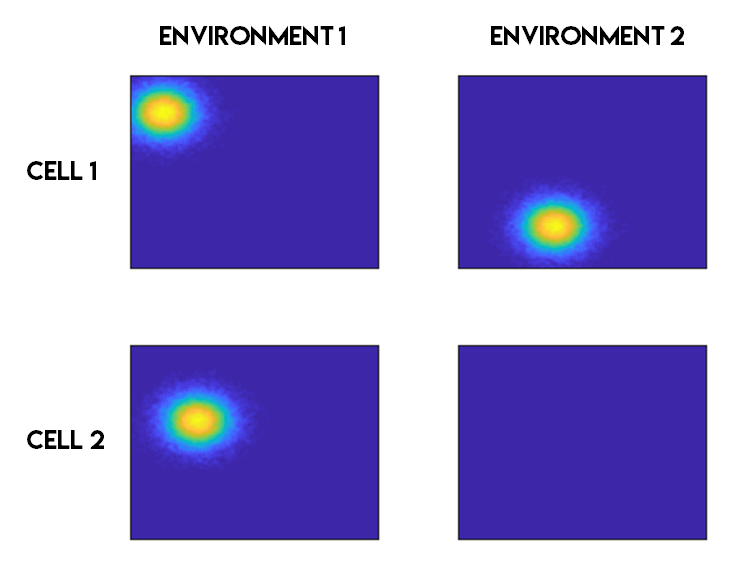
位置细胞“重绘（remapping）”示例：细胞1中的位置场（place field）由环境变化而变化，而细胞2在环境变化后失去了位置场。